# Livourne
Cet article possède un paronyme, voir Libourne.
Livourne (Livorno en italien) est une ville italienne d'environ 160 000 habitants située en région Toscane, et constituant un important port de ferrys vers la Corse et la Sardaigne.

## Géographie
La superficie de la ville est de 104 km2. Elle se situe à trois mètres au-dessus du niveau de la mer. Livourne est sur une surface plane, sauf au sud de la ville, où commencent à se dessiner quelques collines. Les côtes de la ville sur la mer de Ligurie sont planes, comme c'est le cas de Carrare à Piombino. La ville n'est traversée par aucun cours d'eau important, mais uniquement par quelques petits torrents.

## Climat
Livourne est une ville à climat méditerranéen. Les étés par exemple sont généralement chauds et secs avec des températures allant de 17 °C à 35 °C et des pics de température de 40 °C. Les pluies tombent fréquemment à une période allant de septembre à mars, avec parfois de violents orages d'automne (typiques de méditerranée[Selon qui ?]). L'automne reste doux avec des températures allant de 5 °C à 15 °C en moyenne. La neige, elle, n'est pas à exclure car même si Livourne est située sur le littoral, les plaines et montagnes froides à l'intérieur de l'Italie peuvent faire effet sur la ville en hiver. Les chutes de neige à Livourne tombent souvent entre décembre et février, là où les perturbations faisant un retour d'est ramènent une vague de froid en provenance de l'Europe centrale.

## Histoire

### Les origines

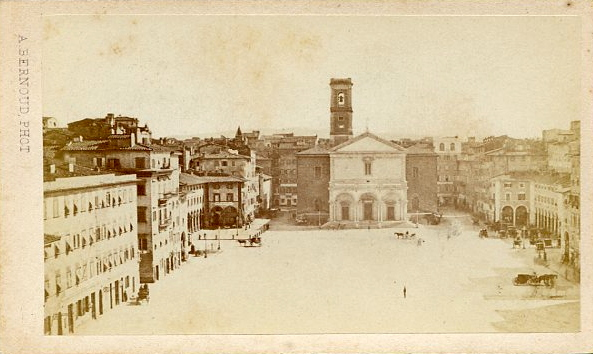
Cathédrale de Livourne
Photographie d'Alphonse Bernoud.

Livourne était à son origine un petit village de pêcheurs, sur la côte tyrrhénienne, dans une petite baie naturelle, à quelques kilomètres au sud de l'embouchure de l'Arno et de la ville de Pise. Alors que ses sœurs toscanes, Florence, Lucques et Pise connaissaient une forte activité artistique, culturelle et commerciale, Livourne restait en marge de l'histoire.
L'événement qui changea de manière définitive la destinée du petit village est l'ensablement naturel de l'unique débouché sur la mer que possédait la république de Pise : l'antique Porto Pisano, déjà connu des Étrusques et des Romains. Pise fut forcée de trouver une alternative pour maintenir le trafic maritime et ses échanges commerciaux. C'est ainsi sur le village de Livourne, dès lors fortifié et équipé, que la république jeta son dévolu. Au début du XIVe siècle, un phare (« il Fanale ») fut construit, et vers la fin du même siècle, une enceinte fortifiée fut élevée autour de la ville.
L'essor florissant du port suscita la convoitise des grands voisins de Pise, que sont Gênes et Florence. Avec le déclin de la république de Pise, Livourne changea de main à plusieurs reprises, d'abord avec les Génois, puis avec les Français. C'est finalement sous la domination de Florence que la ville tomba en 1421, pour 100 000 florins d'or.

### Les Médicis
Il faudra attendre 1500 et l'arrivée des Médicis pour assister à l'explosion démographique et commerciale de Livourne. Les Médicis, à commencer par Cosme Ier, premier grand-duc de Toscane, réussirent à faire de Livourne un des plus grands ports de la Méditerranée. Il y fut construit un canal navigable (Canale dei Navicelli), entre Pise et Livourne, les Médicis créèrent l'Ordre des Chevaliers de San Stefano, dont la flotte était basée dans le port de Livourne.
Le fils aîné de Cosme Ier, François Ier de Médicis, demanda à des architectes et des artistes renommés de l'époque, comme Bernardo Buontalenti, Alessandro Pieroni et Giovanni de Médicis, de réaliser les plans de la nouvelle ville. Celle-ci devait être la « ville idéale ». Le résultat est une ville splendide, avec des quartiers, des places et des routes dessinés avec un grand sens de l'urbanisme. Mais elle devait aussi être une ville forteresse, de forme pentagonale, entourée de murs imposants, remparts et « fortifications à la moderne ». Mais ce qui marqua définitivement le destin de Livourne fut sa transformation en port franc et l'instauration des « Leggi Livornine ».

### Les lois livournaises,Leggi Livornine

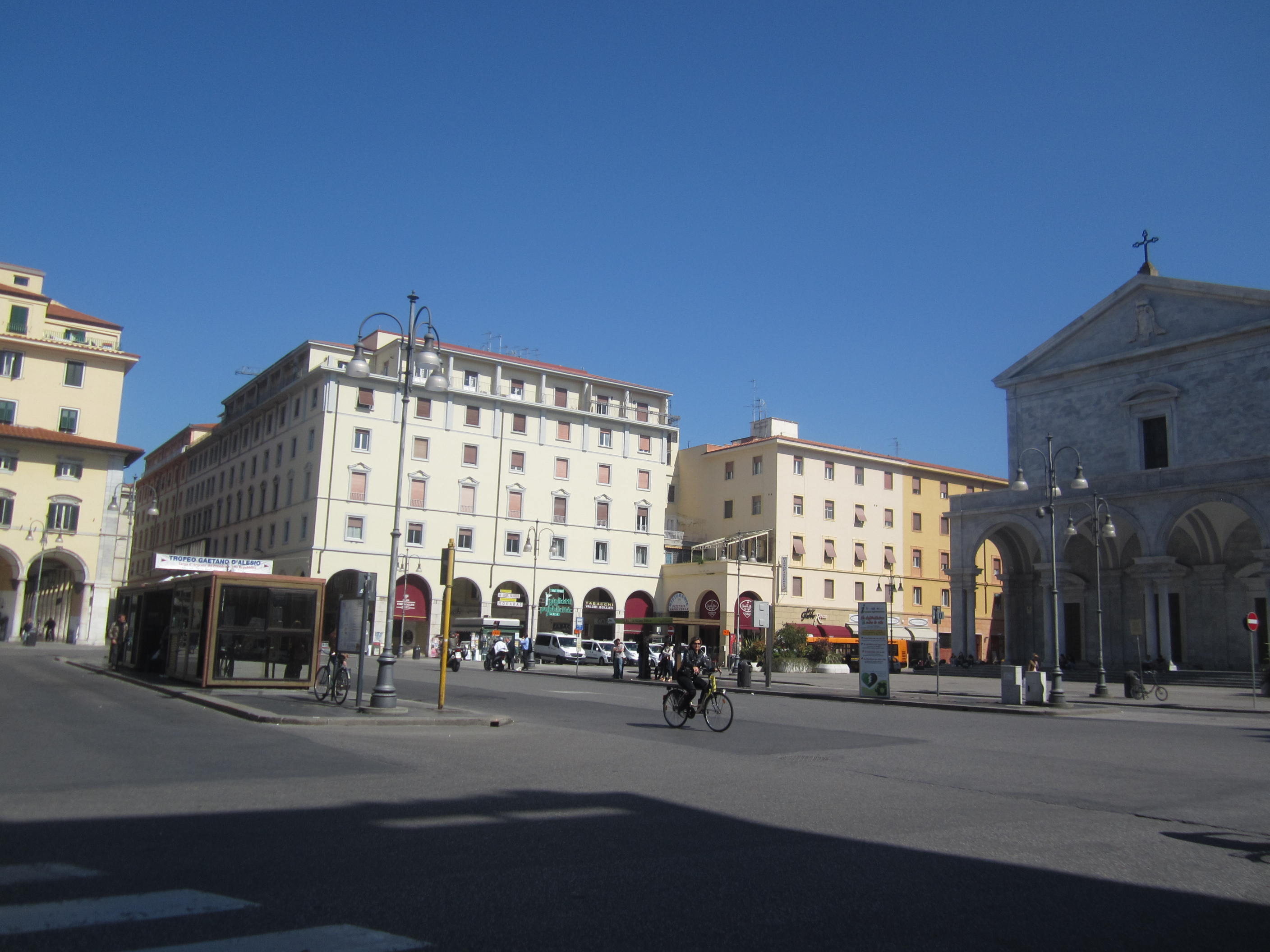
Piazza Grande, la place principale de Livourne.

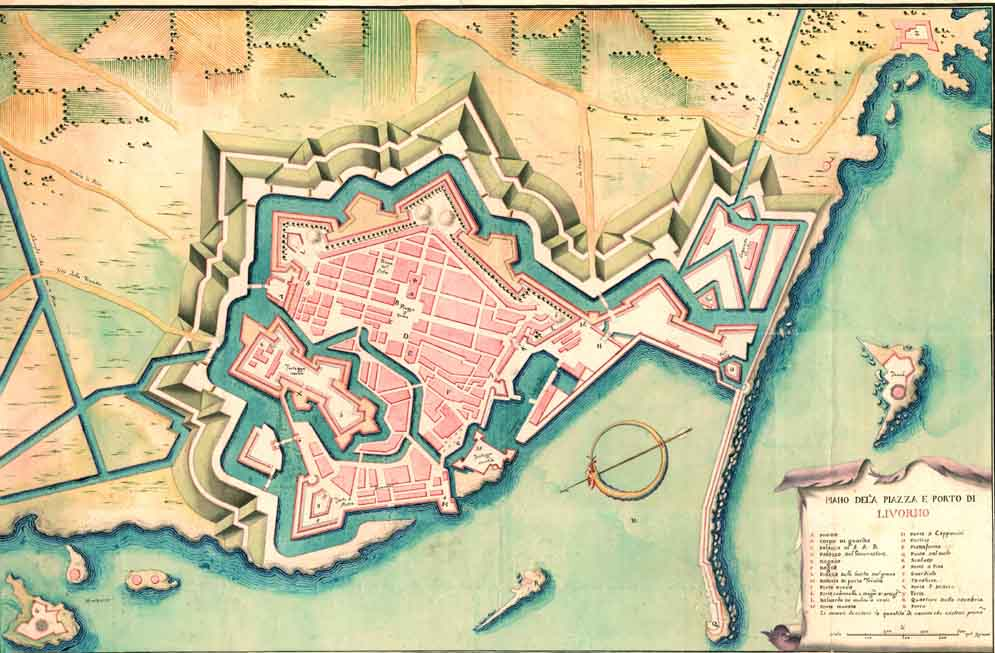
Livourne au XVIIe siècle.

En 1587, Ferdinand Ier, frère de François Ier de Médicis et fils de Cosme Ier, prend la charge de grand-duc. C'est à lui que la ville doit son statut de port franc, et dès lors, les échanges commerciaux connurent une augmentation vertigineuse. Entre 1590 et 1603, furent proclamées les Lois livournaises (Leggi Livornine) aussi dites « Constitution Livournaise » (Costituzione Livornina).
Ces lois prévoyaient l'immunité, des privilèges et des exonérations en faveur des marchands, quelle que soit leur provenance, mais pas seulement. Ces lois garantissaient également et surtout la liberté de culte. De plus, toute personne ayant été condamnée pour des délits (à l'exception du meurtre et de la fausse monnaie) avait accès libre à la « Terre de Livourne » (Terra di Livorno). À la suite de l'incipit de « la livornina » Ferdinand Ier, grand-duc de Toscane, proclama le 30 juillet 1591 :
« ...A tutti voi, mercanti di qualsivoglia nazione, Levantini, Ponentini, Spagnoli, Portoghesi, Greci, Tedeschi, Italiani, Ebrei, Turchi, Mori, Armeni, Persiani ed altri [...] concediamo [...] reale, libero e amplissimo salvacondotto e libera facoltà e licenza che possiate venire, stare, trafficare, passare e abitare con le famiglie e, senza partire, tornare e negoziare nella città di Pisa e terra di Livorno... »
Ces lois donneront à Livourne les caractéristiques d'une ville cosmopolite, tolérante, multiraciale et multi-religieuse. N'importe qui peut professer son culte, de nombreux édifices religieux et cimetières seront construits par les diverses communautés religieuses et étrangères de la ville : Juifs (Gorneyim), Arméniens, Grecs, Hollandais...
Livourne est connue comme le dernier feu de la Nation juive portugaise. Base commerciale et culturelle, celle-ci joua le rôle de la communauté mère dans l'évolution des deux communautés sœurs, celles d'Amsterdam et de Tunis. Par la permanence de ses contacts étroits avec le monde arabe, elle assura la pérennité de cette identité maranne.
Ce libéralisme marchand fit aussi de Livourne un centre de recel de blanchiment d'argent de trafics et de vente d'esclaves, entre pirates des corsos tant barbaresque que chrétien.

### XVIIIesiècle: la Maison de Lorraine
Jean Gaston de Médicis est le dernier représentant de la dynastie des Médicis, après Cosme II, Ferdinand II et Cosme III. Il meurt en l'an 1737 sans descendance, et Livourne, à laquelle il avait été attribué le titre de Ville au tout début du XVIIe siècle, dépasse alors les 30 000 habitants. La ville voit donc la Maison de Lorraine s'installer au pouvoir à la place des Médicis.
Le premier représentant des Lorraine à assumer le titre de grand-duc de Toscane, est François II, mari de Marie Thérèse, fille de Charles VI, qui devient en 1745, Empereur d'Autriche et Empereur romain germanique. François II constituera un Conseil de Régence qui siège à Florence.
Durant cette période, la ville connaît une forte expansion, au-delà du périmètre portuaire et de la zone côtière. La ville s'élargit, s'éloignant progressivement des fortifications, pour aller à la périphérie. Dans cette même période, on assiste à une importante reprise du commerce, des arts mais aussi de l'édition, qui trouve à Livourne un terrain fertile pour s'exprimer grâce au climat de tolérance de la ville. C'est ici que sont publiés « Des délits et des peines » (Dei delitti e delle pene) de Cesare Beccaria en 1764 et, en 1770, le premier volume italien de l'Encyclopédie de Diderot et d'Alembert.
En 1765, Léopold Ier de Toscane succède à François II, après la mort de celui-ci. Il continua le projet urbanistique de son prédécesseur tout en donnant une impulsion nouvelle à la ville, en favorisant l'intégration de l'économie locale à celle de la région. Mais l'une des mesures les plus significatives est au niveau législatif. Il instaure une mesure d'avant-garde pour l'époque, à savoir l'abolition de peine de mort, en 1786.

### XIXesiècle: la fin du grand-duché

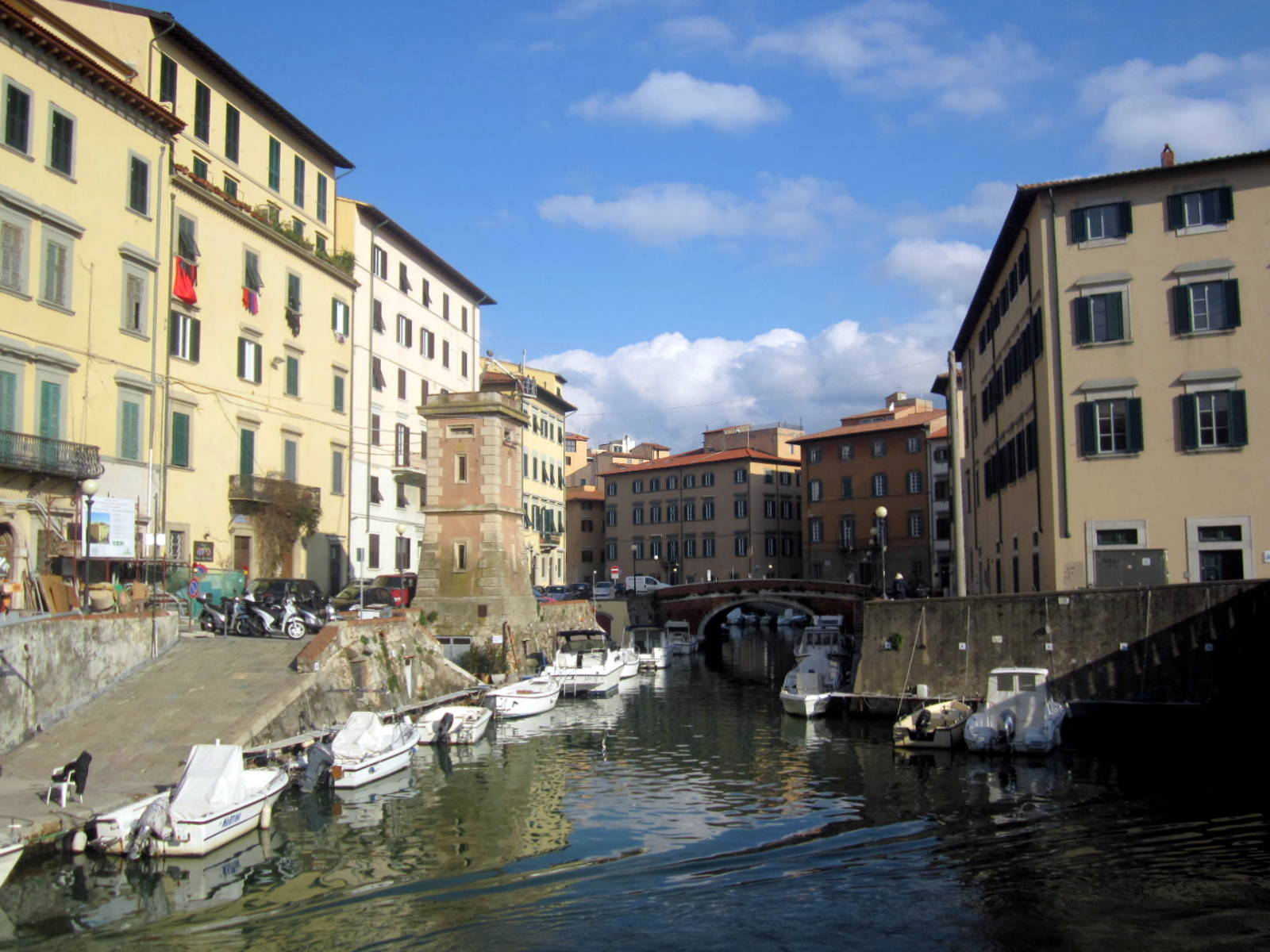
Venezia Vecchia.

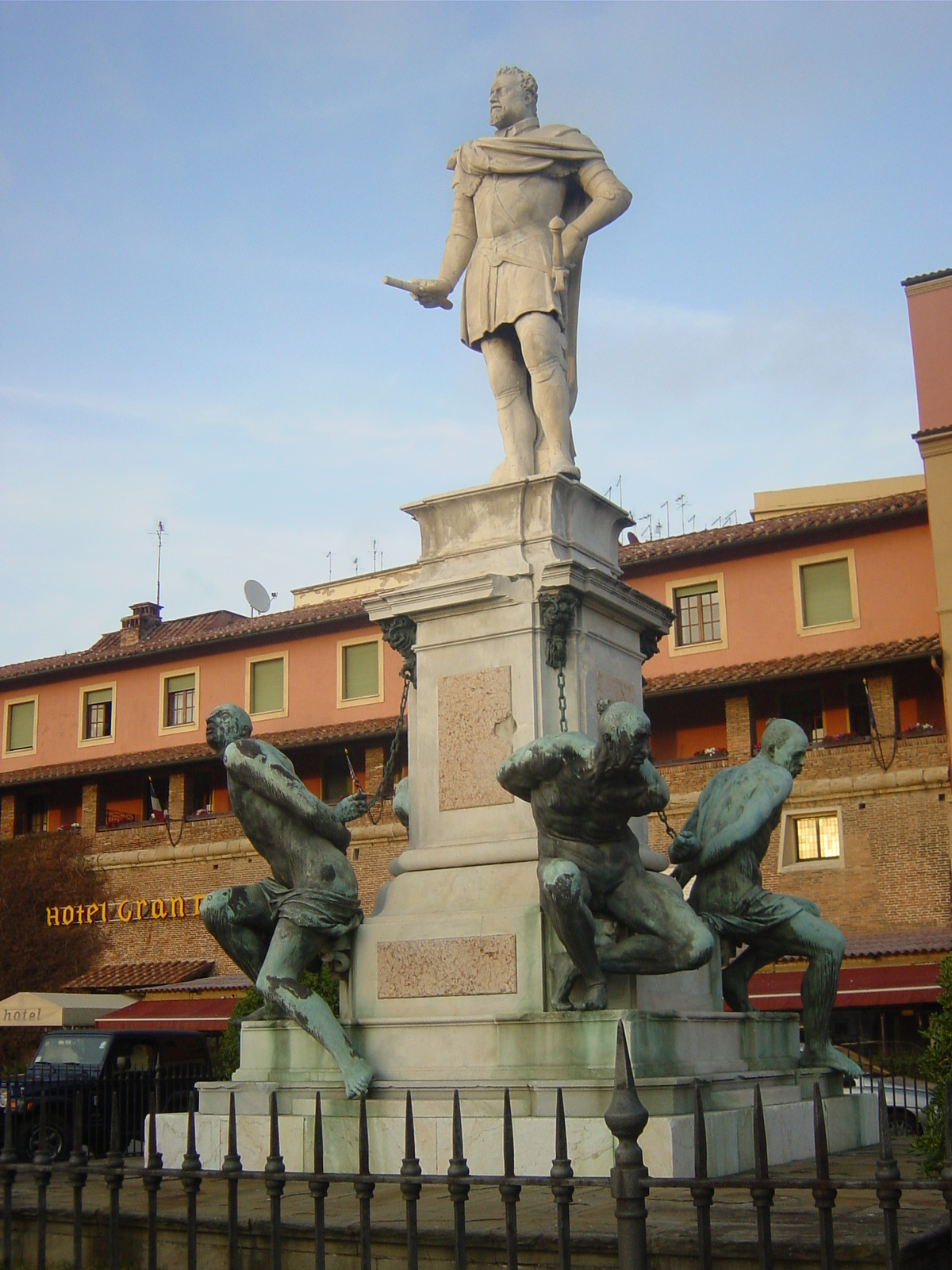
Statuesi Quattro mori incatenati de Pietro Tacca.

En 1790, Léopold Ier devient empereur. Par conséquent son fils Ferdinand III devient grand-duc de Toscane. C'est durant son règne que la ville sera conquise par les Français (Napoléon Bonaparte, en 1796), les Espagnols et les Anglais. En 1849, pendant les rébellions qui chassent le grand-duc Léopold II de Toscane, Livourne se proclama République autonome, et c'est la dernière ville toscane à capituler devant les Autrichiens qui restaurent le grand-duché.
C'est ce même Léopold II qui sera obligé d'abandonner le trône en 1859, marquant la fin définitive du grand-duché de Toscane et de la maison de Lorraine à sa tête. Dès 1860, l'histoire de Livourne se fondera sur celle de l'Italie, avec la proclamation de l'unité italienne. En 1865, la ville perdra son statut de port-franc, ce qui entraînera une baisse drastique de l'activité commerciale et du trafic maritime, mais la naissance et le développement du « Chantier naval Orlando », changera la face de la ville et amènera de nouvelles ressources.
Un évènement fondamental pour la ville se produit le 6 novembre 1881, avec la naissance de l'Académie Navale. L'Académie est un institut qui forme les officiers de la marine militaire italienne.

### Début duXXesiècleet la Seconde Guerre mondiale
Le début du XXe siècle voit fleurir de nombreux projets de valeur architecturale et urbanistique : d'élégants établissements thermaux et balnéaires, un funiculaire pour le « Santuario » (Sanctuaire) de Montenero, ainsi que la nouvelle gare ferroviaire. De nouveaux théâtres sont créés et le centre historique de la ville est entièrement rénové. En 1936, est constituée la société ANIC (Azienda Nazionale Idrogenazione Combustibili), un groupe énergétique, qui donnera, avec son complexe pétrochimique, un aspect plus industriel à la ville.
Le déclenchement de la Seconde Guerre mondiale va bouleverser profondément l'histoire et l'aspect de Livourne. Le 28 mai 1943, la ville subit le premier d'une très longue série de bombardements (plus de 100). Les B-17 des forces alliées déversèrent des tonnes de bombes sur la ville avec pour cibles stratégiques, la raffinerie ANIC, les aciéries Motofides et le port, qui furent tous détruits. Mais en plus de ces lieux, des dégâts collatéraux importants ont eu lieu, des zones de résidence, mais aussi des sites artistiques et historiques inestimables comme le Dôme, la Synagogue Juive (la seconde d'Europe par sa taille et sa valeur artistique), le Théâtre San Marco et le centre historique de la ville subirent de terrifiantes dévastations, qui provoquèrent des centaines de morts.

### L'après-guerre et le Livourne d'aujourd'hui
Après la guerre, Livourne s'est reconstruite sous les aspects d'une ville moderne, en oubliant totalement son riche passé historique et urbanistique. Néanmoins, lors des dernières décennies, les pouvoirs publics se sont de nouveau tournés vers le passé de la ville, pour redevenir un pôle touristique et plus seulement une tête de pont pour la Corse et la Sardaigne. Avec la crise des années 80 dans l'industrie, la ville déplace progressivement son activité économique du secteur secondaire (chantier naval, industrie lourde) aux petites et moyennes entreprises du tertiaire. C'est le point de départ et d'arrivée des principales compagnies de ferries : 
- Corsica et Sardinia Ferries,
- Moby lines,
- Société nationale pétrochimique Anic,
- Cantiere navale fratelli Orlando.

### Architecture civile et religieuse
- Le chef-d'œuvre de Pietro Tacca sculpteur baroque majeur de l'école florentine  : i Quattro mori incatenati (littéralement les Quatre Maures enchaînés appelés aussi les Quatre Esclaves enchaînés) sur la base du monument à Ferdinand de Médicis sur la piazzetta della darsena. Les statues représentent des pirates sarrazins faits prisonniers par l'ordre des Chevaliers de Saint-Étienne. Le sculpteur aurait choisi comme modèles quelques esclaves prisonniers des prisons qui s'amarraient dans le port voisin de Livourne.
- La cathédrale de Livourne
- L'ancien cimetière des Anglais, fondé environ en 1645, est le plus ancien cimetière protestant en Italie et contient aussi des tombes huguenotes.
- Le Cisternone
- Le sanctuaire de Montenero
- Le temple vaudois de Livourne
- Le phare de Livourne (Fanale dei Pisani datant de 1303)

### Architecture militaire
- Les murailles de Livourne
- Le château d'Antignano
- Le château de Boccale
- Le château Sonnino
- La Fortezza Vecchia
- Le Fosso Reale autour de la Fortezza Nuova
- La tour du Marzocco
- La tour de Magnale (ruines)
- La tour Maltarchiata (ruines)
- La tour de Calafuria
- La tour de la Meloria
- Le pentagone de Buontalenti
- Les murailles Léopoldine (XIXe siècle)

## Zone protégée
- Aire marine protégée des fonds marins de Meloria
- Parc national de l'archipel toscan
- Réserve naturelle de Calafuria

### Personnalités célèbres

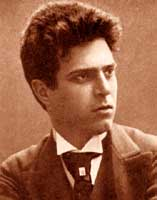
Pietro Mascagni.

- Haïm Joseph David Azoulay (1724-1806), rabbin, kabbaliste, talmudiste et décisionnaire séfarade
- Eugene Falleni (1875-1938), homme transgenre reconnu coupable du meurtre de sa première femme.

| Artistes et Sportifs | Politiques et Scientifiques |
| --- | --- |
| - Massimiliano Allegri (footballeur, entraîneur) - Elie Benamozegh (philosophe) - Leonetto Cappiello (affichiste) - Giorgio Caproni (poète) - Pierluigi Chicca (sabreur) - Carlo Coccioli (écrivain) - Giovanni Fattori (peintre) - Voltolino Fontani (peintre) - Francesco Domenico Guerrazzi (écrivain) - Marzio Innocenti (joueur de rugby à XV, entraîneur) - Mauro Lessi (footballeur et entraîneur) - Cristiano Lucarelli (footballeur) - Nada Malanima (chanteuse) - Pietro Mascagni (compositeur) - Gustavo Marzi (escrimeur) - Amedeo Modigliani (peintre) - Aldo Montano (escrimeur) - Alfredo Müller (peintre) - Aldo Nadi (escrimeur) - Nedo Nadi (escrimeur) - Pietro Nardini (compositeur et violoniste) - Dario Niccodemi (auteur dramatique) - Armando Picchi (footballeur) - Gino Romiti (peintre) - Paolo Virzì (réalisateur) - Filippo Volandri (joueur de tennis) | - Guido Ascoli (mathématicien) - Diacinto Cestoni (Biologiste) - Carlo Azeglio Ciampi (homme politique) - Costanzo Ciano (homme politique) - Galeazzo Ciano (homme politique) - Cosimo Del Fante (militaire) - Federigo Enriques (mathématicien) - Alfredo Cappellini (militaire) - Giotto Bizzarrini (Constructeur de voitures de sport) |

## Administration
| Identité                              | Période        | Période          | Durée                      | Étiquette                |
| Identité                              | Début          | Fin              | Durée                      | Étiquette                |
| ------------------------------------- | -------------- | ---------------- | -------------------------- | ------------------------ |
| Furio Diaz (d) (1916 - 2011)          | 1944           | 1954             | 10 ans                     | Parti communiste italien |
| Nicola Badaloni (d) (1924 - 2005)     | 1954           | 1966             | 12 ans                     | Parti communiste italien |
| Dino Raugi (d) (1926 - 2007)          | 1966           | 1975             | 9 ans                      | Parti communiste italien |
| Alì Nannipieri (d) (1925 - 2007)      | 1975           | 22 juin 1985     | 10 ans                     | Parti communiste italien |
| Roberto Benvenuti (d) (1945 - 2010)   | 22 juin 1985   | 31 décembre 1991 | 6 ans, 6 mois et 9 jours   | Parti communiste italien |
| Gianfranco Lamberti (d) (1947 - 2018) | 5 février 1992 | 14 juin 2004     | 12 ans, 4 mois et 9 jours  | DS                       |
| Alessandro Cosimi (en) (né en 1955)   | 14 juin 2004   | 9 juin 2014      | 9 ans, 11 mois et 26 jours | PD                       |
| Filippo Nogarin (né en 1970)          | 9 juin 2014    | 11 juin 2019     | 5 ans et 2 jours           | Mouvement 5 Étoiles      |
| Luca Salvetti (en) (né en 1966)       | 11 juin 2019   | En cours         | 6 ans, 1 mois et 25 jours  | PD                       |

### Hameaux

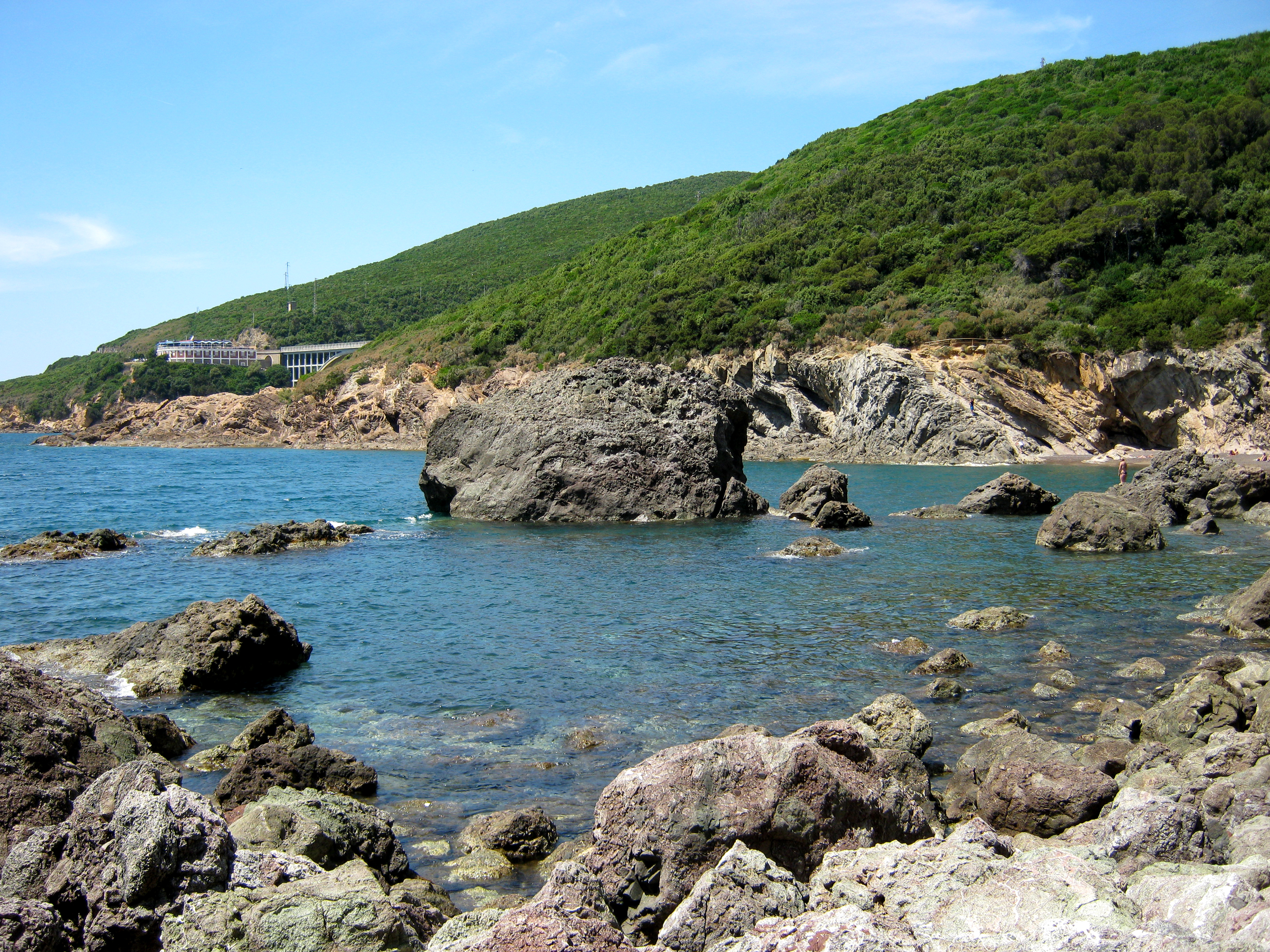
La Cala del Leone, crique sur le front de mer de Livourne.

Livourne regroupe plusieurs hameaux : Ardenza, Antignano, Montenero, Castellaccio, Gorgona et Quercianella.

### Communes limitrophes
Collesalvetti, Pise (Pise), Rosignano Marittimo.

## Jumelages
- Bat Yam (Israël)

## Sport
- L'équipe locale de football, AS Livourne Calcio, joue au stade Armando Picchi. Le stade communal a été nommé ainsi en souvenir d'Armando Picchi, joueur et entraineur de football, natif de la ville.
- Le constructeur de voitures de sport et de course Bizzarrini était situé à Livourne.

## Honneurs
L'astéroïde (236784) Livorno porte son nom.